# Lorentzinvariantie
In de relativiteitstheorie is lorentzinvariantie het verschijnsel dat een bepaalde eigenschap niet afhangt van het inertiaalstelsel waarin men werkt. Dit betekent dat wanneer men een lorentztransformatie uitvoert om naar een ander inertiaalstelsel over te gaan, de uitdrukking in kwestie niet essentieel verandert. Onder lorentztransformaties rekent men in deze context alle symmetrieën van de ruimtetijd die de oorsprong invariant laten: lorentzboosts (overgang op een ander inertiaalstelsel) en rotaties van de ruimte. De postulaten van de speciale relativiteitstheorie komen neer op de eis van lorentzinvariantie van de natuurwetten.

## Lorentzcovariantie van een grootheid
Een begrip zeer nauw verwant met de invariantie is lorentzcovariantie of de manier waarop een grootheid transformeert onder de lorentztransformaties. Hierin onderscheidt men lorentzscalairen, viervectoren, spinoren en meer algemeen tensoren.

### Scalaire grootheden
Lorentzscalairen zijn scalaire grootheden die niet veranderen onder invloed van lorentztransformaties. Een voorbeeld hiervan is de minkowskitensor toegepast op het verschil van twee ruimtetijdposities en zichzelf:
{\displaystyle L=(\Delta \tau )^{2}-(\Delta x)^{2}-(\Delta y)^{2}-(\Delta z)^{2}}
Deze tensor is niet alleen nul bij gelijke ruimtetijdposities, maar ook als ze lichtachtig gescheiden zijn. In de overige gevallen is {\displaystyle L} het product van het kwadraat van de lichtsnelheid {\displaystyle c} en de eigentijd, of het tegengestelde van het kwadraat van de eigenafstand. Men noemt {\displaystyle L} wel het ruimtetijdinterval tussen de ruimtetijdposities.
Een ander voorbeeld van een scalaire grootheid die niet verandert onder invloed van lorentztransformaties is de rustmassa van een deeltje.

### Lorentztransformatie
De lorentztransformatie met snelheid {\displaystyle v} in de {\displaystyle x}-richting is gegeven door:
{\displaystyle {\begin{aligned}x'&={\frac {1}{\sqrt {1-({\frac {v}{c}})^{2}}}}(x-vt)\\y'&=y\\z'&=z\\t'&={\frac {1}{\sqrt {1-({\frac {v}{c}})^{2}}}}\left(t-{\frac {vx}{c^{2}}}\right)\end{aligned}}}
De transformatie wordt vaak genoteerd als
{\displaystyle {\begin{aligned}x'&=\gamma (x-vt)\\y'&=y\\z'&=z\\t'&=\gamma \left(t-{\frac {vx}{c^{2}}}\right)\end{aligned}}}
met
{\displaystyle \gamma ={\frac {1}{\sqrt {1-\beta ^{2}}}}}
de zogeheten lorentzfactor, waarin
{\displaystyle \beta ={\frac {v}{c}}}.
Daarbij geven {\displaystyle x,y,z} en {\displaystyle t} positie en tijd aan in een stelsel {\displaystyle S} en {\displaystyle x',y',z'} en {\displaystyle t'} in een stelsel {\displaystyle S'} dat met constante snelheid {\displaystyle v} langs de {\displaystyle x}-as beweegt ten opzichte van {\displaystyle S}. Als twee gebeurtenissen {\displaystyle (x_{0},y_{0},z_{0},t_{0})} en {\displaystyle (x_{1},y_{1},z_{1},t_{1})} gescheiden zijn door een afstand {\displaystyle s_{01}}, vindt men voor de afstand {\displaystyle s_{01}'} in {\displaystyle S'}:
{\displaystyle \mathbf {} s_{01}'^{2}=(x'_{1}-x'_{0})^{2}+(y'_{1}-y'_{0})^{2}+(z'_{1}-z'_{0})^{2}-(ct'_{1}-ct'_{0})^{2}}
{\displaystyle \mathbf {} ={\frac {(x_{1}-x_{0}-v(t_{1}-t_{0}))^{2}}{1-({\frac {v}{c}})^{2}}}+(y_{1}-y_{0})^{2}+(z_{1}-z_{0})^{2}-{\frac {(ct_{1}-ct_{0}-(x_{1}-x_{0})v/c)^{2}}{1-({\frac {v}{c}})^{2}}}}
{\displaystyle \mathbf {} =(x_{1}-x_{0})^{2}+(y_{1}-y_{0})^{2}+(z_{1}-z_{0})^{2}-(ct_{1}-ct_{0})^{2}=s_{01}^{2}}
Daaruit blijkt dat de afstand  {\displaystyle \mathbf {} s_{01}^{2}} een voorbeeld is van een invariante grootheid.

### Viervectoren
Een viervector is elke grootheid die zich gedraagt als de positievector {\displaystyle (ct,x,y,z)} zelf. Deze positievector wordt kort als {\displaystyle x^{\mu }} genoteerd.
Andere viervectoren zijn de viersnelheid: de afgeleide van de positie-viervector naar de eigentijd:
{\displaystyle u^{\mu }={\frac {\mathrm {d} x^{\mu }}{\mathrm {d} \tau }}={\frac {1}{\sqrt {1-({\frac {v}{c}})^{2}}}}\left(c,{\frac {\mathrm {d} x}{\mathrm {d} t}},{\frac {\mathrm {d} y}{\mathrm {d} t}},{\frac {\mathrm {d} z}{\mathrm {d} t}}\right)~,}
en de vierimpuls: de viersnelheid vermenigvuldigd met de rustmassa:
{\displaystyle p^{\mu }=\left({\frac {E}{c}},p^{x},p^{y},p^{z}\right)~.}

### Spinoren
Spinoren zijn grootheden die worden gebruikt om fermionen te beschrijven. De golffunctie van een elektron is bijvoorbeeld een spinor.

### Tensoren
Als we de transformatie van viervectoren noteren (in einsteinnotatie) als:
{\displaystyle v'^{\mu }=R_{\nu }^{\mu }v^{\nu }}
met {\displaystyle R_{\nu }^{\mu }} een zekere matrix, dan wordt een algemene tensor {\displaystyle A_{\kappa \lambda \nu \dots }^{\alpha \beta \gamma \dots }} (met een zeker aantal indices) gedefinieerd als een grootheid die onder lorentztransformaties transformeert als
{\displaystyle {A'}_{\beta _{1}\beta _{2}\beta _{3}\dots }^{\alpha _{1}\alpha _{2}\alpha _{3}\dots }=R_{\mu _{1}}^{\alpha _{1}}R_{\mu _{2}}^{\alpha _{2}}R_{\mu _{3}}^{\alpha _{3}}\cdots R_{\beta _{1}}^{\nu _{1}}R_{\beta _{2}}^{\nu _{2}}R_{\beta _{3}}^{\nu _{3}}\dots A_{\nu _{1}\nu _{2}\nu _{3}\dots }^{\mu _{1}\mu _{2}\mu _{3}\dots }~.}
Hierin is {\displaystyle R_{\mu }^{\nu }} de inverse matrix van {\displaystyle R_{\nu }^{\mu }.}
Viervectoren zijn speciale gevallen van tensoren met slechts één index (zij zijn dus tensoren van de orde 1), en scalairen zijn tensoren zonder indices (tensoren van de orde 0). Als tensoren van de orde 2 is er bijvoorbeeld de minkowskitensor:
{\displaystyle \eta _{\mu \nu }={\begin{pmatrix}1&&&\\&-1&&\\&&-1&\\&&&-1\end{pmatrix}}\ .}
Een ander voorbeeld is de elektromagnetische tensor
{\displaystyle F_{\mu \nu }={\begin{pmatrix}0&E_{x}/c&E_{y}/c&E_{z}/c\\-E_{x}/c&0&-B_{z}&B_{y}\\-E_{y}/c&B_{z}&0&-B_{x}\\-E_{z}/c&-B_{y}&B_{x}&0\end{pmatrix}}~.}
Een voorbeeld van een tensor van rang 4 is de riemanntensor {\displaystyle R_{\nu \alpha \beta }^{\mu },} die de kromming van de ruimtetijd beschrijft.
De positie van de indices (boven- of onderaan) duidt aan of de grootheid covariant of contravariant transformeert.

### Contracties
De contractie van twee tensoren is weer een tensor. Een contractie bestaat eruit dat een covariante en een contravariante index gelijk worden gesteld, waarna erover wordt gesommeerd. Dit gebeurt met de Minkowskitensor als men een covariante index contravariant wil maken of omgekeerd:
{\displaystyle x_{\mu }=\eta _{\mu \nu }x^{\nu }.}
Hier wordt in het rechterlid de index {\displaystyle \nu } gecontraheerd. Op deze manier associeert men een scalair met elke viervector:
{\displaystyle x^{2}=x_{\mu }x^{\mu }=x^{\mu }x^{\nu }\eta _{\mu \nu },}
waarin {\displaystyle x^{2}} een scalair is.

## Lorentzcovariantie van een gelijkheid
De natuurwetten horen lorentzinvariant te zijn. Dit betekent dat, als we de natuurwetten neerschrijven in één referentiestelsel, ze dezelfde moeten blijven na lorentztransformatie naar een ander referentiestelsel. Om dit te bereiken, horen beide leden van elke gelijkheid hetzelfde transformatiegedrag te hebben.
De wet van behoud van lading kan covariant geschreven worden. Ten eerste hebben we de viervector van de ladingsstroomdichtheid {\displaystyle j^{\mu }=(c\rho ,j_{x},j_{y},j_{z}),} met {\displaystyle \rho } de ladingsdichtheid en {\displaystyle (j_{x},j_{y},j_{z})} de stroomvector. Ten tweede is ook de afgeleide naar de positie een viervector:
{\displaystyle \partial _{\mu }=\left({\frac {1}{c}}{\frac {\partial }{\partial t}},{\frac {\partial }{\partial x}},{\frac {\partial }{\partial y}},{\frac {\partial }{\partial z}}\right)~.}
De wet van behoud van lading kan dan worden geschreven als
{\displaystyle \partial _{\mu }j^{\mu }=0,}
waarin nu beide leden scalairen zijn.
Een ander voorbeeld zijn de Maxwellvergelijkingen, die de vorm hebben:
{\displaystyle \partial _{\mu }F^{\mu \nu }=-\mu _{0}j^{\nu }.}
In beide leden staat een viervector.

## Lorentz-schending
Schending van de lorentz-invariantie refereert aan theorieën die bij benadering relativistisch zijn als het gaat om daadwerkelijke experimenten (er zijn een heel aantal van dergelijke experimentele tests uitgevoerd), maar toch kleine of verborgen lorentz-schendende correcties bevatten. Er zijn hiervoor verschillende scenario's:
- De natuurwetten zijn op een fundamenteel niveau wel lorentzinvariant, maar deze symmetrie is spontaan gebroken. Dit zou er onder andere toe leiden dat het graviton niet massaloos meer is en dat gravitatie zich trager dan het licht voortplant.
- De natuurwetten zijn invariant onder een variant van de lorentz-groep. Deze variant moet zich tot de gewone lorentz-groep herleiden voor lage energieën.

Tot op heden zijn nog geen schendingen van de lorentz-symmetrie waargenomen, zodat deze modellen slechts speculatief zijn.